# Bergmanova hiša
Bergmanova hiša je hiša, ki zaključuje zgornji del Glavnega trga v Novem mestu. V njej naj bi živela Angela Smola, ljubezen pesnika Dragotina Ketteja.
Bergmanova hiša na Glavnem trgu 1 je bila najimenitnejša hiša na trgu. Je dvonadstropna in ima lepo ohranjen atrij z arkadnimi hodniki. Ime je dobila po družini Bergmann, ki se je v hišo doselila sredi 19. stoletja. Bili so tudi lastniki lekarne "Pri kroni" vse do nacionalizacije leta 1949.